# Тувалу на олимпийските игри
Тувалу дебютира на Олимпийски игри през 2008 в Пекин. Островната нация никога не е участвала на Зимни олимпийски игри. Олимпийският комитет на Тувалу е признат от Международния олимпийски комитет през 2008.

## Резултати по игри
| Година      | Спортове | Участници | Медали | Медали | Медали | Медали |
| ----------- | -------- | --------- | ------ | ------ | ------ | ------ |
| Година      | Спортове | Участници | Злато  | Сребро | Бронз  | Общо   |
| Пекин 2008  | 2        | 3         | 0      | 0      | 0      | 0      |
| Лондон 2012 | 2        | 3         | 0      | 0      | 0      | 0      |
| Общо        | Общо     | Общо      | 0      | 0      | 0      | 0      |